# ケーシー・フィッツランドルフ
ケーシー・フィッツランドルフ（Casey J. FitzRandolph、1975年1月21日-）は、ウィスコンシン州ヴェロナ出身のスピードスケート選手。
1997年、フィッツランドルフはハーマルで行われた世界スプリントスピードスケート選手権大会で銅メダルを獲得、2001年の世界距離別スピードスケート選手権大会500mでも銅メダルを獲得した。
これまでのベストイヤーは2002年で、ハーマルで行われた世界スプリントスピードスケート選手権大会で銀メダルを、ソルトレイクシティオリンピックでは、500mでオリンピック記録を打ち立ててチャンピオンになった。これは、1980年のエリック・ハイデン以来のアメリカ人によるオリンピック男子500m制覇となった。
2006年のトリノオリンピックでは500mで12位、1000mで9位の成績であった。

## フライング疑惑
2002年ソルトレイクシティオリンピック500mの一本目のスタートが「フライングではないか？」との疑惑が持ち上がった。ピストルが鳴った瞬間、フィッツランドルフの腕はすでに大きく動いていたように見えた。当時の日本の解説者も「今のは明らかにフライングでしょう」「あれだけ他の選手のフライングを厳しく取っていながら、これを見逃すというのは、何か意図的なものを感じますね」とコメントしていた。なお、この判定をしていたのはアメリカの審判だった。結局判定は覆えらず、フィッツランドルフは金メダルを獲得した。今大会はこのフライングに限らず、フィギュアスケート（フィギュアスケート・スキャンダル）、ショートトラック（金東聖#ソルトレイクシティオリンピックでの失格）、スキーなどで不可解な判定が続発した。これについて専門家は、アメリカ同時多発テロ事件の翌年ということもあり、アメリカが国威発揚のために圧力をかけたと評価している。当時の森喜朗内閣総理大臣も清水宏保との対談で、「あれはフライングだろ」と発言していた。